# Partito dei Contadini (Paesi Bassi)
Il Partito dei Contadini (in olandese: Boerenpartij - BP) fu un partito politico dei Paesi Bassi operativo dal 1958 al 1981.
Si caratterizzava come una forza politica ruralista e conservatrice-liberale..

## Risultati
| Elezione         | Voti    | %    | Seggi   |
| ---------------- | ------- | ---- | ------- |
| Legislative 1959 | 39.423  | 0,66 | 0 / 150 |
| Legislative 1963 | 133.231 | 2,13 | 3 / 150 |
| Legislative 1967 | 327.953 | 4,77 | 7 / 150 |
| Legislative 1971 | 69.656  | 1,10 | 1 / 150 |
| Legislative 1972 | 143.239 | 1,94 | 3 / 150 |
| Legislative 1977 | 69.914  | 0,84 | 1 / 150 |